# Смирнов, Михаил Иванович (нумизмат)
Михаил Иванович Смирнов (2 ноября 1953, Ленинград — 6 июля 2008, Санкт-Петербург) — архивариус Санкт-Петербургского монетного двора, историк, советский и российский нумизмат.

## Биография
Родился 2 ноября 1953 года в Ленинграде. Окончив среднюю школу, с 1971 по 1973 годы проходил срочную службу в рядах Советской армии. После военной службы в октябре 1973 года устроился в Государственный Эрмитаж. В 1977 году перешел в Государственную Публичную библиотеку им. М. Е. Салтыкова-Щедрина, где проработал до января 1978 года. В дальнейшем был принят на должность младшего научного сотрудника в Государственный Русский музей, которому отдал около двенадцати лет. Прошёл путь от старшего научного сотрудника до должности исполняющего обязанности заведующего издательским и выставочным отделом. В марте 1990 г пришёл на Ленинградский монетный двор, где получил должность заведующего архивом завода. Здесь написал брошюры «Записная книжка нумизмата» (1992,1994), книгу «Со знаком 'С. П. Б.'…» (1994), подготовил каталоги выставок «Корнилов Сергей Александрович» (2003) и посвященной 60-летию Победы «Военные годы Монетного двора» (2005). При его участии был переоформлен Мюнцкабинет Монетного двора, организовывались многочисленные тематические выставки в стенах завода.
Поступил на кафедру истории СССР дореволюционного периода исторического факультета Ленинградского государственного университета. По окончании университета, получив специальность «историк-преподаватель», был принят в заочную аспирантуру Государственного Эрмитажа, специализируясь в области русской и советской нумизматики (1980—1984). Смирнов стал последним учеником, воспитанным И. Г. Спасским. Вторым его наставником в эти годы являлась Марина Петровна Сотникова (доктор исторических наук, ведущий научный сотрудник Государственного Эрмитажа, специалист в области допетровской нумизматики и сфрагистики). Известно[кому?] о сотрудничестве Смирнова с отделами учёта и внешних экспозиций Государственного Эрмитажа.
Автор различных материалов в газетах и журналах «Миниатюра», где был редактором нумизматического приложения, «Петербургский коллекционер», «Водяной знак», «Коллекционер», «Монета», «Деньги и кредит», «Нумизматический сборник МНО», «Монетчик», «Нумизматический альманах», «Хобби» и других изданиях. Широта его научных интересов простиралась от работ по истории Монетного двора, отделов нумизматики Русского музея и музея им. А. Н. Радищева до изучения медных кладов XVIII—XIX вв., от истории нумизматической коллекции Великого князя Георгия Михайловича до советской золотой чеканки 1920-х гг. Всего им было опубликовано около 200 научных и популярных статей, исследований и работ.
Смирнов принимал участие в работе нескольких нумизматических конференций, занимался консультационной деятельностью, готовил ответы на библиографические и иные запросы, поступавшие на Санкт-Петербургский монетный двор. Являясь членом-корреспондентом Русского нумизматического общества (США), опубликовал несколько работ на страницах журнала, издаваемого этой организацией.
В 2007 году был награждён общественной медалью «За выдающийся вклад в развитие коллекционного дела в России».
Погиб 6 июля 2008 года. Похоронен на Ковалёвском кладбище под Санкт-Петербургом.

## Труды
- Записная книжка нумизмата. — СПБ., 1992.
- Со знаком «С. П.Б»… Очерки истории Санкт-Петербургского монетного двора 1724—1994. — Тольятти, 1994 г.
- Вторая записная книжка нумизмата. — СПБ., Миниатюра, 1994.
- К вопросу о чеканке золотых «донативов» 25-рублевого достоинства. — М. Сборник «Коллекционер» № 33, 1997.
- Золотая чеканка 1923—1925 годов на Ленинградском монетном дворе. — М. Нумизматический альманах № 3-4. 2002. С.26-29
- Военные годы Монетного двора. Каталог — СПб., 2005
- Изготовление новоделов на Санкт-Петербургском монетном дворе. — М. Нумизматика. , опубликована в феврале 2011. № 1(28). С. 37-39.